# Husmossa
Husmossa (Hylocomium splendens), även kallad våningsmossa, är en flerårig egentlig bladmossa och en av två arter i släktet husmossor. Det vetenskapliga namnet kommer från grekiskans hylokomos (djup skog) alternativt hyle (skog) + mnium (mossa)  och latinets splendens (skinande, gnistrande) .
Husmossa växer i barrskogar där det inte är för torrt och finns främst på norra halvklotet. Mossan bildar mattor och växer två gånger pargrenigt. Pargrenigheten ger ett vånings- eller trappstegsliknande utseende, som gör den lätt att känna igen. Den har utväxter som kallas parafyllier, något som skiljer den från många andra arter. Tidigare räknade man flera varianter av husmossa som underarter, men idag räknar man allt som en art, men med olika storlek och växtsätt. Mossan är känslig för solljus, men tål skugga bra. Den utgör föda för bland annat skogslämmel. Mossan förökar sig oftast vegetativt, med skottbildning och bitar som lossnat, men kan även föröka sig sexuellt med sporer. Den används bland annat för tätning mellan stockarna i traditionellt byggda timmerhus och för att mäta halter av tungmetaller.

## Utseende

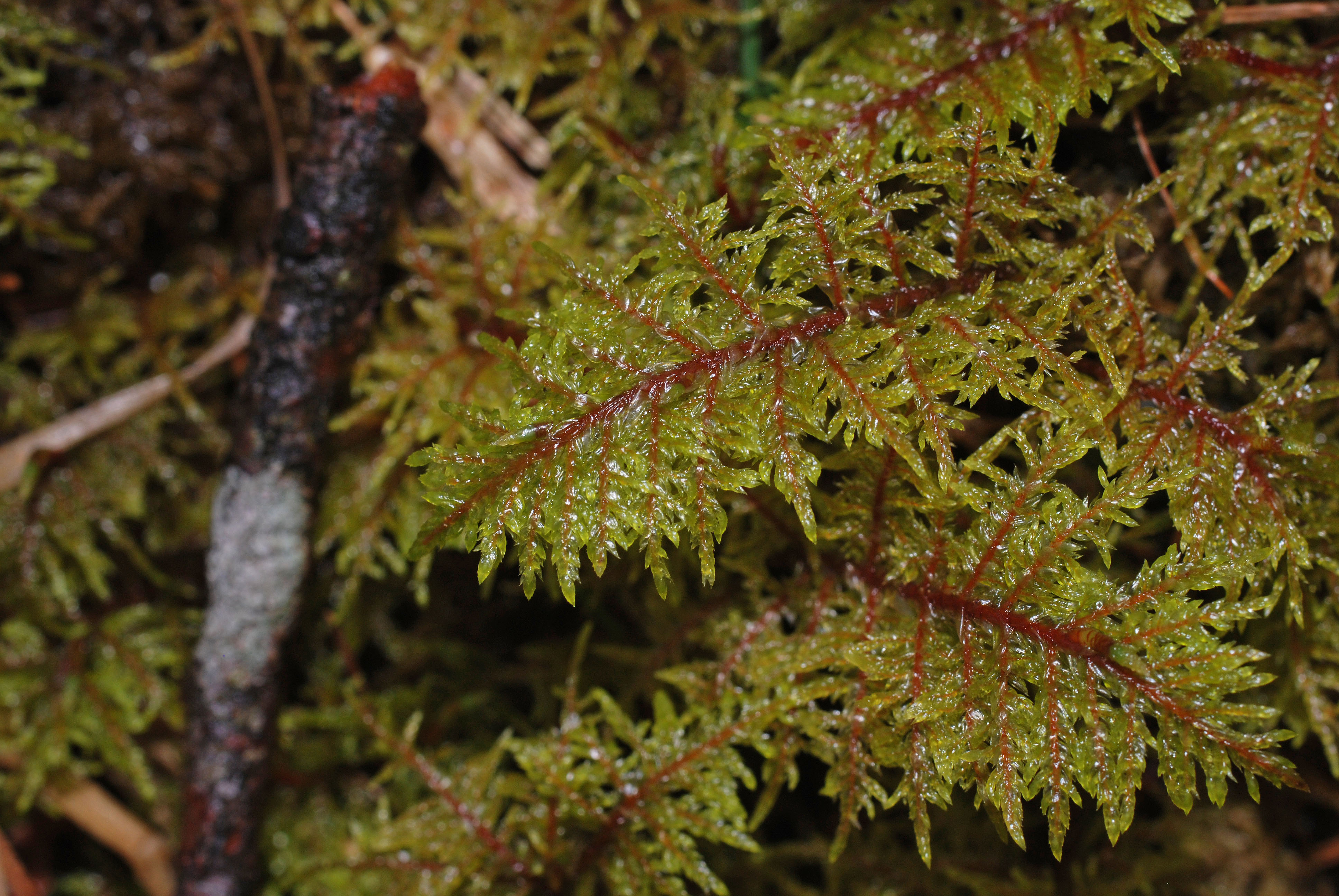
Stam och blad

Husmossa växer i våningar, med fjäderlika skott. Varje skott, eller våning, representerar en växtsäsong, så genom att räkna antalet våningar kan man få fram mossans ålder. Stammen blir 10–20 cm lång och är grön, gul, röd eller brun. Bladen är mörkt gröna till bruna på de äldre skotten och har en ljusare grön ton i de nya skotten. Bladens "kronor" blir i regel 20–30 mm breda, i undantagsfall så små som 8 mm eller så stora som 50 mm. Bladen har oftast två mittnerver och är tandade i kanterna.

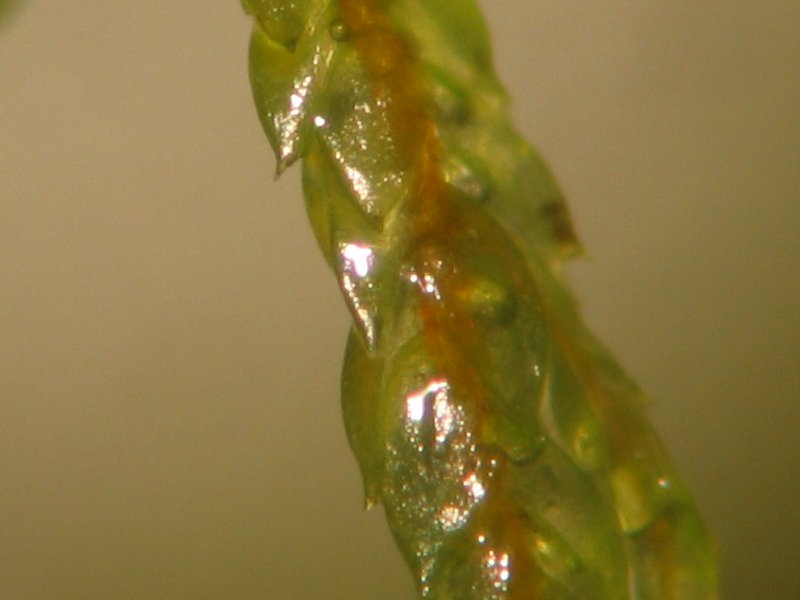
Närbild på stam och blad

Stambladen är cirka 2 mm långa och 1,5 mm breda och förgreningsbladen 1 mm långa och 0,5 mm breda. Stambladet smalnar av till en spets, som oftast är långsmal och krokig. Förgreningsbladet får en kort och vass spets. I mikroskop kan man se att bladcellerna är långa och smala och bashörncellerna är odifferentierade.
Mossans stam är täckt av gröna (på gamla skott bruna), hårliknande utväxter, så kallade parafyllier. Dessa skiljer husmossorna från andra närstående släkten, såsom hakmossor (Rhytidiadelphus). Liksom andra mossor saknar den rötter, men dess rhizoider är, i förekommande fall, ovanligt långa. De gamla skotten dör undan för undan och blir en del av humustäcket.

### Förväxlingsarter
Mossan kan förväxlas med thujamossor (Thuidium spp.) som också är två gånger pargreniga. Thujamossor är dock ljusgröna, matta i färgen och har mindre blad än husmossan.

## Utbredning

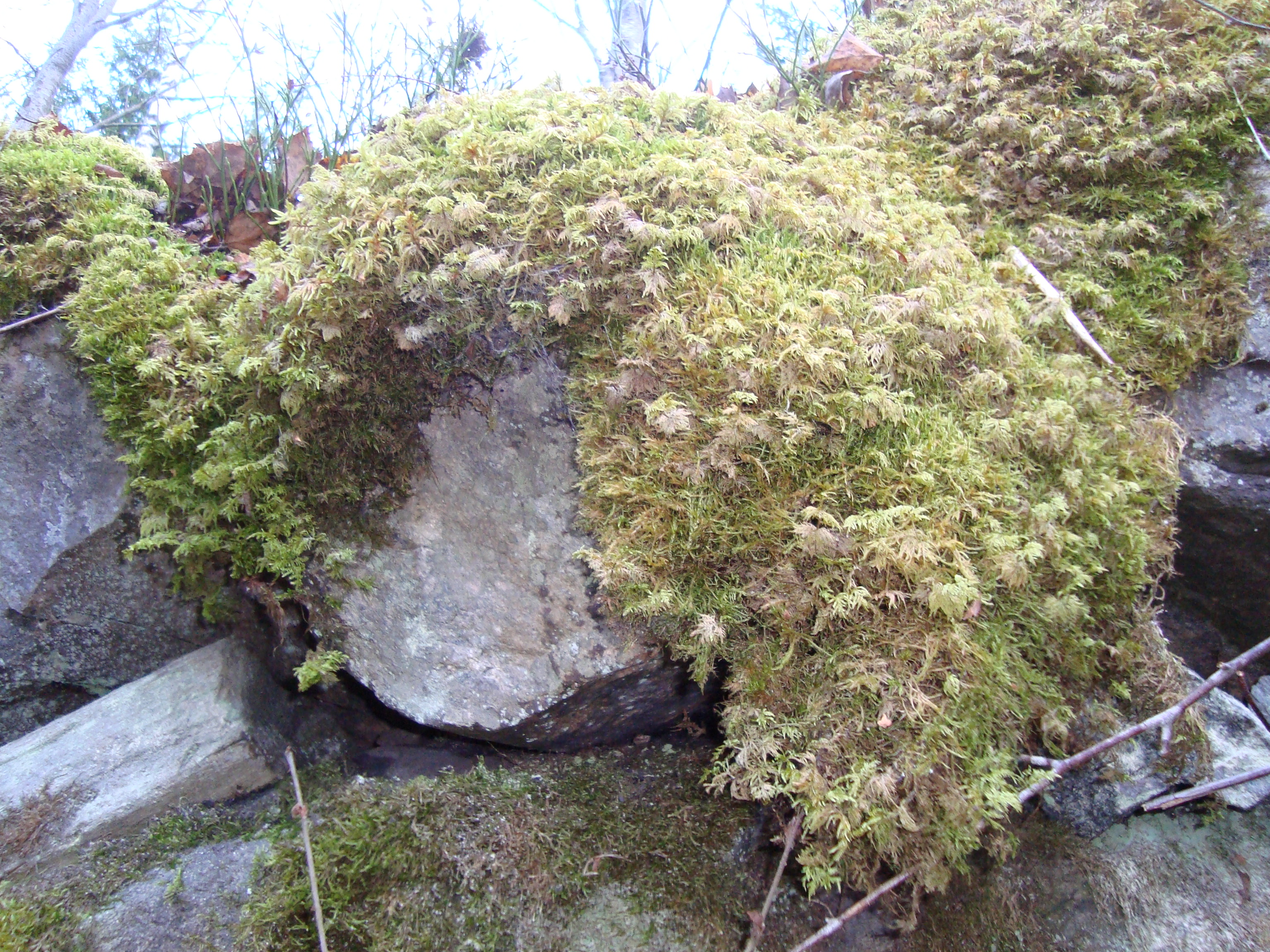
Husmossa på en gammal mur i södra Dalarna

Husmossa påträffas i stora delar av norra halvklotet i framförallt kalltempererade klimat, bergsklimat och tundra. Den finns framförallt i det cirkumpolära taiga-/tundrabältet från Norge via Sverige, Finland, Ryssland, Alaska och Kanada till Grönland samt Island, Färöarna och Brittiska öarna. Den växer även på hög altitud i bland annat Alperna, Sichuan, USA, Västindien och Östafrika. På södra halvklotet förekommer mossan i Australien och på Nya Zeeland. 
Den förekommer sparsamt även på andra ställen nära utbredningsområdet.

## Skillnader i populationer
Skotten är två till tre gånger pargreniga, det senare är främst fallet i de regnrika barrskogarna i västra Nordamerika. I riktigt stränga tundramiljöer har enkelt pargreniga former hittats. Utseendet varierar även i andra avseenden mellan nordligt och sydligt växande populationer av arten, såsom att de nordliga är mindre och de sydliga har en mer utpräglad trappstegsform i sitt växtsätt. 
Denna skillnad i växtsätt mellan formerna kallas sympodialt (växer från sidoskott) respektive monopodialt (växer från toppskott). Mossan tillämpar vanligen en av dessa tillväxtformer, även om exemplar som använder båda sätten hittats. Att växa från ett sidoskott (trappstegsform) ger en fördel i att kunna "klättra" för att få mer ljus. Nackdelen är att växtsättet kräver att resurser läggs på att bygga upp stammen och en ökad vind-, temperatur- och beteskänslighet. Därför överlever de monopodialt växande mossorna generellt bättre i kalla miljöer och de sympodialt växande i varmare klimat.

### Tidigare erkända underarter och varieteter
Ett brett spektrum av mellanformer finns mellan de nordliga och sydliga formerna, vilket gör det svårt att utpeka underarter och varieteter. Av denna anledning särskiljer man inte längre några underarter eller varieteter av husmossa, utan räknar allt som en och samma art.
Följande underarterarter och varieteter har tidigare särskilts:
- H. splendens ssp. giganteum Vitt
- H. splendens var. alaskanum (Lesquereux &. James) Limpricht
- H. splendens var. compactum (Lesquereux & James) Macoun & Kindb.
- H. splendens var. obtusifolium (Geh.) Paris

Tidigare räknades även den sällsynta arten Leptohymenium sharpii som en underart till husmossa (H. splendens var. tenue Sharp), men den saknar parafyllier och skiljer sig därmed från husmossa. 

## Ekologi

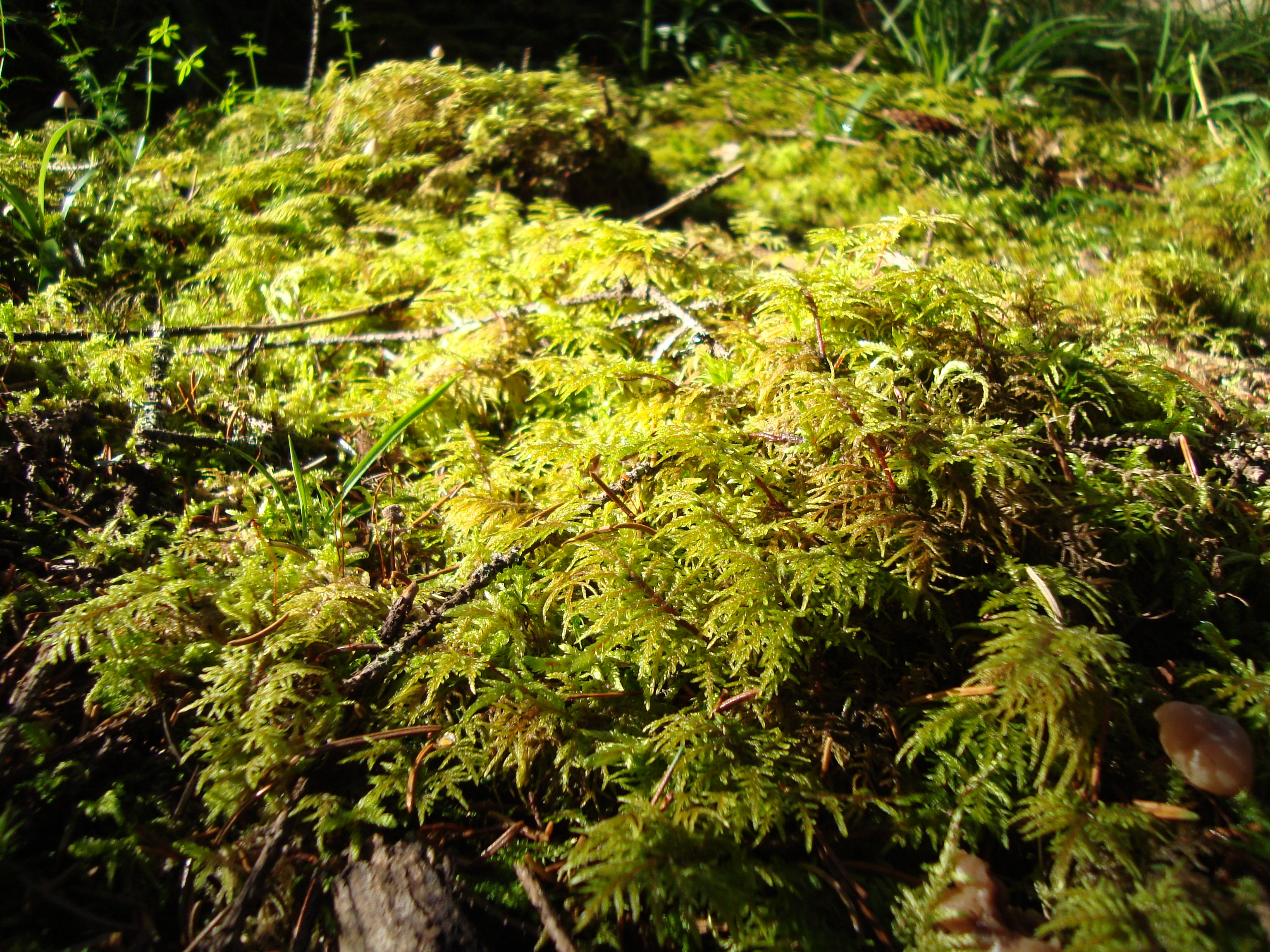
Matta av husmossa, med inblandning av väggmossa i bakgrunden

Husmossa är perenn och blir i genomsnitt åtta år gammal. Den växer främst på jord eller humus i löv- och granskog, där den är pleurokarp och mattbildande tillsammans med väggmossa (Pleurozium schreberi) och i Norden även ofta kvastmossor (Dicranum spp.). Den påträffas också på gamla stockar, lågor, stubbar och annat förmultnande trä samt klippor, stenar och ibland murar. Dess trappstegsliknande växtsätt gör att den kan "klättra" över nedfallet material från ett år till ett annat och därmed få lite mer solljus.

### Tillväxtfaktorer
I de flesta delar av utbredningsområdet har mossan en större tillväxtfas på våren och en på sensommaren–hösten. Temperatur, vattentillgång och köld är de främsta faktorerna som hämmar tillväxten på vintern, även om den inte upphör helt. I början av hösten bildas knoppar (för sidoskott respektive toppskott) som utvecklas på våren.
Mossan kan ta upp både organiskt och oorganiskt kväve från yt- och markvatten.
Arten är näringskrävande, vill ha relativt mycket vatten och är känslig för uttorkning, men tål å andra sidan mycket skugga. 
Husmossa kommer sent i successionen, men kan då istället tränga ut andra marklevande mossor och lavar. En norsk undersökning visade att dess tillväxt missgynnas av att leva bland akrokarpa mossor.

### Känslighet och predatorer
Husmossa missgynnas kraftigt av skogsbruk och brand, som innebär mer solexponering (och därmed uttorkning), och det tar vanligen flera år innan träd- och buskskiktet har blivit så pass slutet att mossan kommer tillbaka till ett område där den tidigare växte. Brand innebär även ofta att mossan brinner upp, eftersom dess vatteninnehåll inte är tillräckligt för att skydda den. Den är känsligare för fällning av trädskiktet än buskskiktet. Det brukar ta tio till trettio (ibland upp till femtio) år innan mossan åter blir den dominerande arten efter en störning.
Husmossa äts av skogslämmel (Myopus schisticolor). Mossan äts även ibland av hjortdjur, såsom kronhjort (Cervus elaphus), sitkahjort (Odocoileus hemionus sitkensis) och den grönländska renen (Rangifer tarandus groenlandicus). Husmossa har återfunnits i matspjälkningskanalen hos den utdöda stäppbisonen (Bison priscus). Brunbjörn (Ursus arctos) använder husmossa som en del i inredningen till sitt vinteride.

### Växtsamhällen och indexering

#### Norden
Husmossa finns i en mängd olika naturtyper, i och med dess möjlighet till spridning. I Norden finns den med som en karaktärsart i 34 vegetationstyper och varianter av dessa enligt Nordiska ministerrådets vegetationsklassning Vegetationstyper i Norden. Mossan finns i fem av de sju huvudvegetationsklassningarna, det är bara i havsstrandvegetation och sötvattenvegetation den saknas. I fem beskrivna växtsamhällen, samt en variant, är husmossa en dominant art.
- Tallskog av lingonris-typ. Dominerande tillsammans med gran (Picea abies), tall (Pinus sylvestris), lingon (Vaccinium vitis-idaea), kråkbär (Empetrum nigrum), nordkråkbär (Empetrum hermaphroditum)[19], Bägarlavar (Cladonia spp.), kvastmossa (Dicranum scoparium) och väggmossa (Pleurozium schreberi). Finland, Norge, Sverige.
- Tallskog av kalkört-typ. Dominerande, tillsammans med mjölon (Arctostaphylos uva-ursi), liljekonvalj (Convallaria majalis), ängskovall (Melampyrum pratense), bergslok (Melica nutans), tall och väggmossa. Finland, Norge, Sverige.
- Granskog av blåbärsris-typ (blåbärsgranskog). Dominerande, tillsammans med kruståtel (Deschampsia flexuosa), blåbär (Vaccinium myrtillus), gran, väggmossa och kvastmossor (Dricranum spp.), främst kvastmossa, stor kvastmossa (Dicranum majus), bergkvastmossa (Dicranum fuscescens) samt vågig kvastmossa (Dicranum polysetum). Danmark, Finland, Norge, Sverige.
- Fjällbjörkskog av ris–gräs-typ. Dominerande tillsammans med fjällbjörk (Betula pubescens ssp. tortuosa), kruståtel, nordkråkbär, blåbär, bergkvastmossa, kvastmossa och väggmossa. Finland, Norge, Sverige.
  - Oceanisk variant. Dominerande tillsammans med fjällbjörk, hönsbär (Cornus suecica), kruståtel, nordkråkbär, en (Juniperus communis), blåbär, lingon, kvastmossa och väggmossa. Finland, Norge.
- Fjällbjörkskog av lågört-typ. Dominerande tillsammans med fjällbjörk, midsommarblomster (Geranium sylvaticum) och stenbär (Rubus saxatilis). Finland, Island, Norge, Sverige.

#### Brittiska öarna
I Storbritannien är husmossa en av karaktärsarterna i de så kallade Uplands, höglänta, artrika och relativt ostörda områden som ofta har någon form av naturskydd. I Skottland växer den även på vissa hedar och i Caledonian Forest. Den har gett namn till den skotska vegetationsklassningen W18 ("Pinus sylvestris-Hylocmium splendens woodland").

#### Nordamerika
I Kanada bildar husmossa ofta växtsamhällen med vitgran (Picea glauca), svartgran (P. mariana) och även vaktelbär (Gaultheria shallon), västlig hakmossa (Rhytidiadelphus boreus), Pachystima myrsinites, vissa arter av skogsbär (Vaccinium membranaceum och Vaccinium parvifolium).
Enligt A.W. Kuchlers växtekologiska index, som används i bland annat USA, ingår den i ett flertal biotoper, bland annat med cedrar (cedrus spp.), contortatall (Pinus contorta), douglasgran (Pseudotsuga menziesii), hemlockgranar (Tsuga spp.) och purpurgran (Abies amabilis). Society of American Foresters har även med mossan i flera klasser i sitt skogstäckningsindex, där den bland annat anges växa med balsamgran (Abies balsamea), banksianatall (Pinus banksiana), kanadalärk (Larix laricina), pappersbjörk (Betula papyrifera) och sitkagran (Picea sitchensis).

## Förökning
Husmossa kan föröka sig både vegetativt och sexuellt. Det förra är vanligast och, i antal nya individer mätt, framgångsrikast. Den sexuella förökningen kan dock ha en viktig roll när nya platser ska koloniseras.

### Vegetativ förökning
Den vegetativa förökningen sker genom att nya skott växer ut från de gamla. Skotten bildas i samband med tillväxten av de föregående årsskotten, men håller sig som knoppar tills det föregående skottet växt färdigt. Mossan breder på detta sätt ut sig till en matta. 
Husmossa kan även spridas genom att delar av mossan lossnar och etablerar sig någon annanstans. Sådana fragment kan även överleva i jorden efter en brand eller annan störning och därmed bidra till en återetablering. 

### Sexuell förökning
Den sexuella förökningen sker genom att en spermie från en av anteridierna (hanorganen) tar sig till ett ägg i ett arkegon (honorgan) och bildar en zygot. Genom mitos blir zygoten ett embryo, som sedan utvecklas till en sporofyt med seta (stjälk) och calyptra (sporhus). Setan är vanligen 0,5 till 2,5 cm lång och calyptran 1,7 till 2,8 mm lång. Från denna del av mossan bildas sporer, vilka sprids med vinden. 
Mossor anses "blomma" när arkegonen börjar öppnas, vilket hos husmossor vanligen sker i maj–juli i de fall det finns ett arkegon. Sexuella organ är nämligen relativt sällsynta hos husmossa, men mossan tar upp sin skottillväxt vid ungefär samma tid, vilket gör att man ändå kan se hur växtsäsongen varierar.

## Användning
Tidigare har mossan, ofta tillsammans med väggmossa, använts som drev (tätning) runt dörrar och fönster och mellan stockarna i timrade husväggar. Detta praktiseras fortfarande i traditionell husbyggnadskonst i Skandinavien och delar av Alaska och norra Kanada. Den har även använts för att täcka jordgolv, för att ligga på, och för att isolera frukt- och grönsakslådor.
Idag används den främst för att skapa ett grönt täcke i blomsterhandlares skyltfönster, kransar, dekorationer och liknande. 
En undersökning av en kanadensisk-koreansk forskargrupp visade, genom en metanol- och etylacetatextraktion av ämnen i mossan, att husmossa har ämnen som dödar grampositiva bakterier. 
Husmossa har en förmåga att ta upp tungmetaller från atmosfäriskt nedfall, särskilt bly. Detta gör att mossan kan användas som biomonitor genom att man undersöker förändringar i metallkoncentrationen i mossan. Därmed kan man få en indikation på hur tungmetallnedfallet i ett område förändras. Undersökningar av mossor för detta ändamål görs i ett flertal europeiska länder i femårsintervaller.